# 51구역
51구역(영어: Area 51)은 미국 네바다주에 위치한 군사 작전 지역으로, 민간인의 출입이 통제되어 있다. 정식 명칭은 Homey Airport(ICAO: KXTA), 그룸 레이크(Groom Lake) 공군기지이다.

## 개요
1955년 정찰기인 록히드 U-2를 최초로 네바다 주에 보내면서 설립된 곳으로, 이후 신무기의 개발 및 시험을 위한 철저한 비밀 기지로 건설되었다. 그동안 미 정부는 해당 기지에 대해 무응답하였으나, 2013년 6월 미국 중앙정보국(CIA)의 355페이지 짜리 기밀문서가 공개되면서 해당 지역의 실체를 인정하였다.
이 비밀기지가 특히 화제를 모은 이유는 이 곳에서 UFO를 목격했다는 제보가 많다 보니, 외계인 연구, 비밀 신무기 연구 등을 위해 설치했다는 주장이 제기되어 왔기 때문이다. 추락한 UFO의 잔해가 이 곳으로 옮겨져 연구되고 있다는 설과, 로즈웰 사건과 관계되고 있다는 설과, '그레이 외계인'이라고 불리는 외계인들이 있다는 설 등 갖가지 추측이 난무하고, UFO 마니아들로부터 큰 관심을 끌고 있다.
미 정부가 이를 인정하기 전까지는 해당 구역의 용도에 대한 추측이 난무했는데, 가장 유력했던 건 미군의 비밀 항공기, 특히 스텔스 항공기의 시험 비행 임무를 실시한다는 추정이였다
실체가 공개된 현재도 51구역은 출입, 접근조차 엄격하게 금지되어 있고, 경고를 무시하고 진입했을 경우에는 즉시 체포되거나 심지어 사살될 수도 있다.

## 기능
51구역은 그동안 미국 정부의 공식적인 인정이 전혀 없었으나, 2013년 CIA 비밀 문서가 해제되면서 정식적인 기능이 드러났다. CIA 보고서에 따르면, 51구역은 과거 냉전 시기 사용했던 록히드 U-2 고고도 정찰기, 록히드 SR-71 블랙버드 초음속 정찰기, 록히드 F-117 나이트호크 스텔스 폭격기 등의 최신 비행기 및 최신 무기들의 비밀 시험장이라고 한다. 1955년 무렵 설립된 철저한 비밀 기지로, 실체가 공개된 지금도 여전히 일반인 접근은 금지되어 있다.

## UFO(유에포)와의 관련

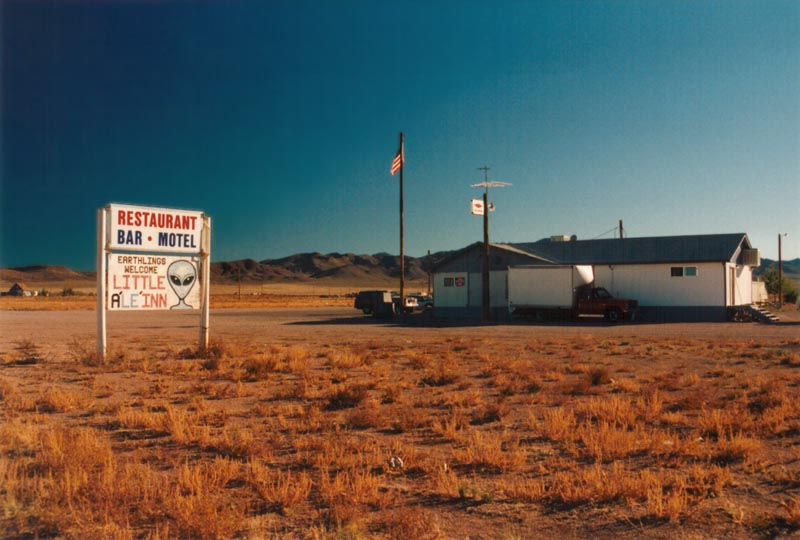
'Little A`Le`Inn'

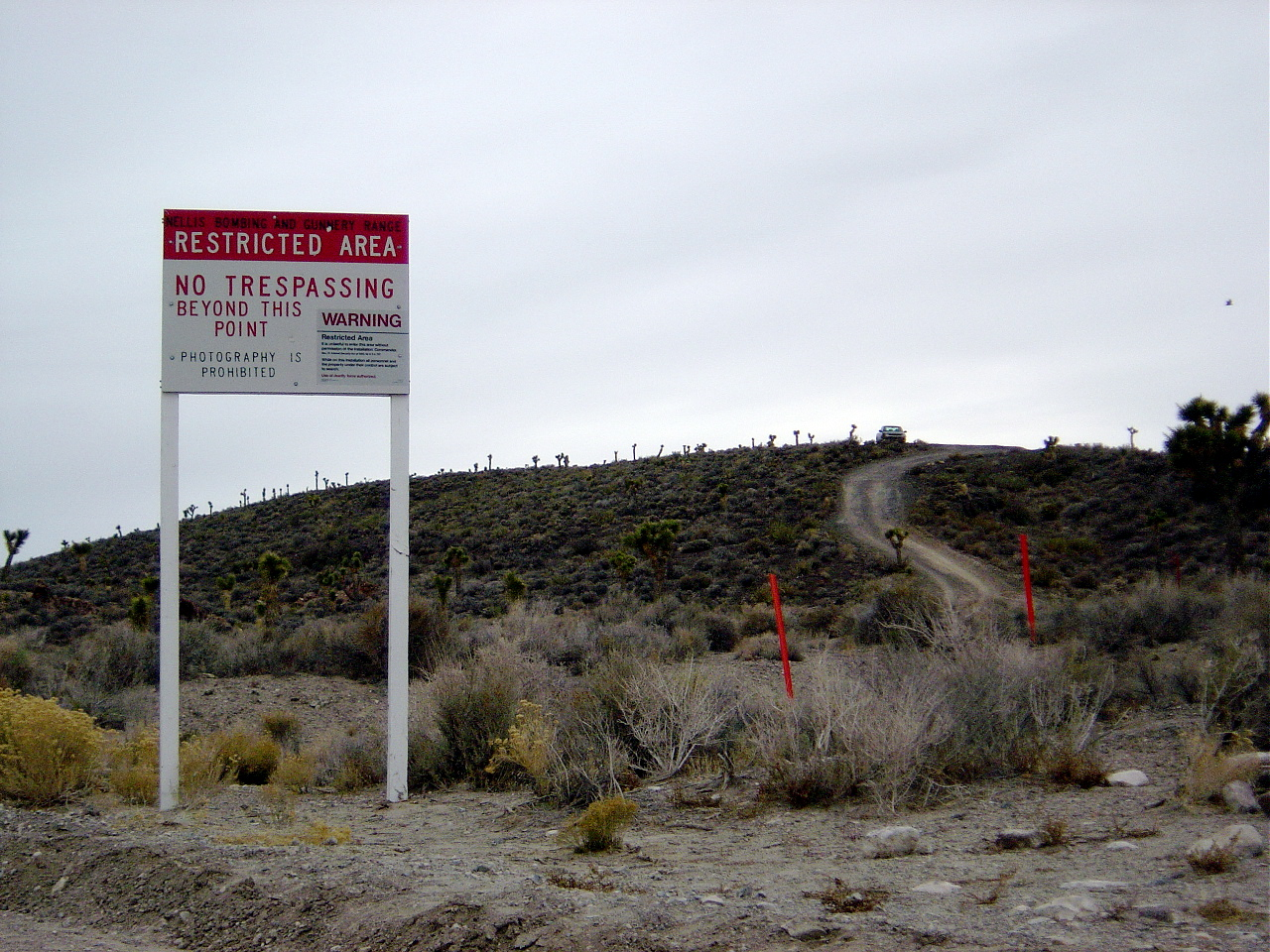
51구역의 경고문

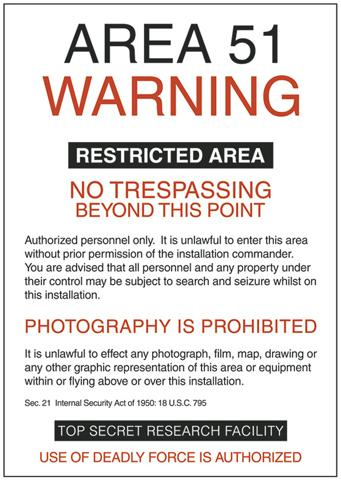
51구역 경계에 있는 경고 표지판 내용

'추락한 UFO를 51구역으로 옮겨 우주인과 공동 연구를 하고 있다'라는 설이 매우 유명하다. 실제로, 기지 주변에서는 UFO 같은 미확인 비행 물체가 빈번히 목격되고 있다고 전해진다. 할리우드 영화 《인디펜던스 데이》나 텔레비전 드라마 《X 파일》에서도 침략자에 대한 미국 정부의 최종 거점 및 외계인 연구 시설로서 등장했다. 더욱이 《인디아나 존스 크리스탈 해골의 왕국》에서는 로즈웰 사건의 외계인의 시체가 수용되고 있는 장면이 등장했다.
미국 정부의 관할지인 탓에, 민간인이 출입 금지 구역에 한 걸음이라도 진입하는 순간 체포되거나 심지어 사살될 수도 있다. 당연히 촬영도 금지되고 있고, 허가를 요청해도 대부분 거절당해 원칙적으로 취재 또한 불가능하다.
최근 민간인이 열람할 수 있는 위성 사진 중에서 가장 선명한 사진을 제공하고 있는 구글의 소프트웨어 구글 어스(Google Earth)로 위성 사진을 검색하면, 기묘한 기하학적인 모양이 발견되는 것이 사람들 사이에 화제가 되었다. 그러나, 현재에는 그러한 기묘한 기하학적 모양은 없어졌다. 이 기하학적 모양은, 최근의 전쟁 항공 사진에 지대공 미사일의 전투 대형이 비슷한 기하학적 모양으로 배치되어 있는 것이 많아 지대공 미사일 진지라고 추측된다.
51구역 주변에는 UFO를 보려는 관광객이나 연구가들이 많이 오고 있어, 그들을 상대로 음식이나 기념품 등을 판매하는 곳도 많다. 그중에서도, '작은 외계인(Little Alien, 리틀 에이리언)'의 이름을 딴 이름의 모텔 'Little A`Le`Inn(리틀 에이`리`인)'이 세계적으로 유명하다.

## 미국 정부의 견해
일반적으로 판매되고 있는 지도나 구글 어스에까지 실렸을 뿐만 아니라, 존재를 숨길 수 없을 만큼 광대하고, 그 존재가 세계적으로 유명해져 버렸음에도 불구하고, 미국 정부 및 미군은 이 기지가 설립된 1955년부터 CIA 극비 문서가 해제된 2013년까지 51구역의 존재를 분명히 인정하지 않고, 공식으로 부정도 하고 있지 않았다. 미국 정부가 작성한 지도에도 51구역은 일절 표시되지 않았다. 이후 2013년 6월 CIA의 극비문서가 해제되면서 미국 정부는 해당 비밀기지의 실체를 인정한 바 있다. 다만 외계인 설에 대해서는 "U-2기가 날 때 햇빛에 반사되면서 주변 주민들이 오인한 것"이라며 부정하고 있다.
51구역에서 미국 정부 및 미군이 중요하면서도 극비로 해야 할 일을 하고 있는 것은 명백하고, 실제로 '무단 침입 시 발포함', '촬영 금지' 등의 경고 간판이 주변에 많이 존재한다. 실제로 근처를 배회하거나 촬영을 하고 있으면, 곧바로 경비원이 와 경고할 만큼 엄중하게 출입이 금지되어 있다.
회의주의자들이 설명하는 51구역의 정체 중 대표적인 것으로는 유해 물질의 불법적 폐기장이라는 설이 존재한다. 51기지에 근무했던 노동자들과 그 가족들이 위험 폐기물을 처리하다 상해를 입거나 사망했다는 이유로 정부 상대로 소송을 제기했기 때문이다. 미국 정부는 당시 국가 안보를 이유로 이런 소송을 무시한 바 있다.

## 같이 보기
- 덜스 기지(영어판)
- 미국 항공우주국(NASA)
- UFO
- 미군
- 음모론
- 근접조우
- 에셜론(ECHELON)
- 펜타곤
  - 파인 갭 - 호주판 51구역